# Station Stranraer
Stranraer (vroeger Stranraer Harbour geheten) is een spoorwegstation van National Rail in Dumfries and Galloway in Schotland. Het station is eigendom van Network Rail en wordt beheerd door ScotRail. 

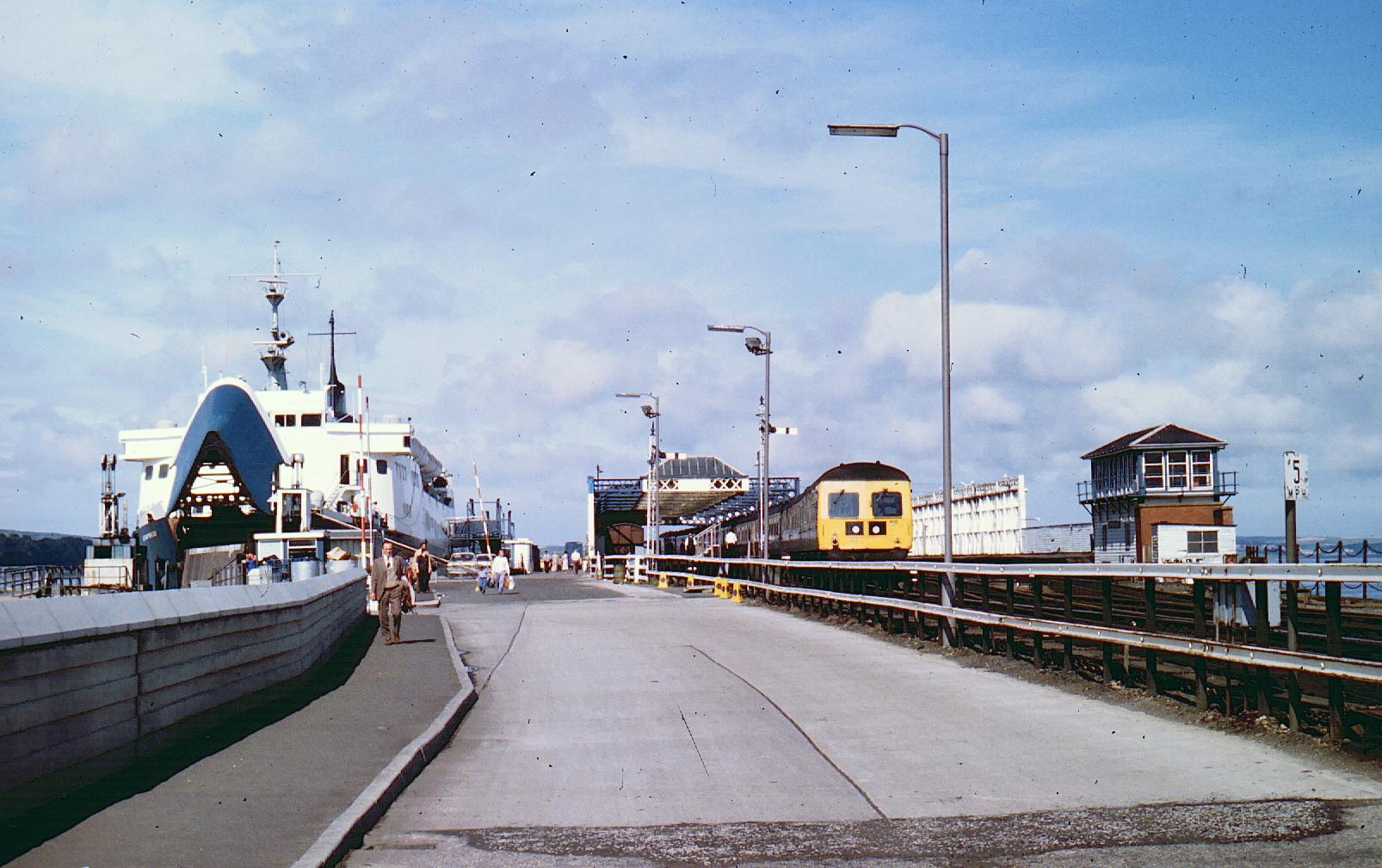
Trein en veerboot, 1980